# Motilal Nehru
Motilal Nehru (Hindi: मोतीलाल नेहरू) (6 de Maio de 1861 – 6 de Fevereiro de 1931) foi um dos primeiros ativistas indianos para a independência e o líder do Partido do Congresso. É igualmente o patriarca de uma das mais importantes famílias políticas da Índia. É o pai do futuro primeiro ministro Jawaharlal Nehru.